# 33942 Davidmiller
33942 Davidmiller este o planetă minoră (asteroid) din centura de asteroizi. A fost descoperită pe 1 iunie 2000 la Stația Anderson Mesa de Lowell Observatory Near-Earth-Object Search. 
Obiectul prezintă o orbită caracterizată de o semiaxă mare de 2,388641 UAi, o excentricitate de 0,21, o înclinație de 3,59376 ° în raport cu ecliptica.